# Паракімомен
Паракімомен (грец. παρακοιμώμενος, «той, хто спить біля [імператорської спальні]», постільничий) — придворна посада у Візантійській імперії, яка зазвичай займається євнухами. Багато хто з тих, хто займав її в IX-X століттях, виконували обов'язки головного міністра. Ця посада була найвищою серед тих, які могли обіймати євнухи.
Посада паракімомена не є дуже давньою. Відповідно до «Patria», володарями подібних за значенням посад були за Костянтина Великого Єфратія, Хрисанфий  при Феодосії II, Амантій за Анастасії I. В історичних хроніках вони вперше з'являються в «Хронографії» Феофана Сповідника, який згадує про три «кубікулярії та паракамомени».
За своєю суттю, ця посада могла бути довірена тільки особі, яка користується повною довірою імператора, особливо в умовах постійних інтриг палацу. При сильному імператорі обов'язки паракімомена не виходили за межі спальні, проте у разі «слабкого» правителя паракімомен міг бути фактичним правителем імперії, якими були Самона, Йосип Брінгас та Василь Лекапен за Лева VI, Костянтина VII, Романа II та інші.
Понад те, паракимомен мав захищати імператора вночі, і тому мав право носити зброю. У ранній період ці обов'язки виконувались препозитом священної опочивальні, який мав пильнувати при імператорі. Пізніше, наскільки можна судити з «Про церемонії» Костянтина Багрянородного, препозит втратив цю функцію і відповідав лише за церемонії палацу і передачу розпоряджень імператора.
Хоча переважно посаду займалася євнухами, це було суворим правилом. Титул присвоювався простим наказом і знімався волею імператора. При цьому, на відміну, наприклад, від препозиту, який, залишаючи свою посаду, зберігав свій титул, паракімомен мав право лише те, щоб іменуватися «старим паракимоменом».
Зазвичай паракимомены отримували титул патрикія і навіть найчастіше мали до отримання цього звання. Йосип Брінгас, наприклад, був уже патрикієм, препозитом і парадинастом  перш ніж стати паракимоменом Романа II. Втім, паракімомен міг мати лише нижчий титул, як це було за імператора Феофіла, чий паракімомен Схоластик носив скромний титул остіарію.
Паракімомен досить швидко перевершив авторитет і ранг препозиту і до XI століття успадкував старі функції останнього. Відомі випадки, коли паракімоменам доручали і командування збройним формуваннями: так, наприклад, в 1262 паракімомен Іоанн Макрінос був відправлений командувати військами на Пелопоннес.